# Nasranik

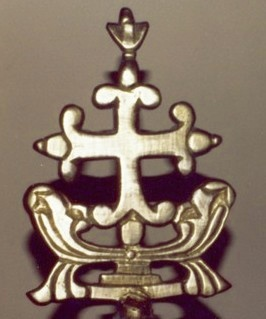
A szír kereszt, Nasrani menóra, vagy Mar Thoma-kereszt

A nasranik Dél-India Kerala államában élő keresztény népcsoport. Bevándorló közösségeik élnek ezenkívül India néhány más államának nagyvárosaiban is, különösen Mumbaiban (Bombay) és Bangalorban, valamint az Amerikai Egyesült Államokban és a Közel-Keleten. A 2004-es indiai népszámláláson megközelítőleg 5 millió ember vallotta magát nasraninak.

## Neveik
Általános nevük nasrani, azaz názáretiek vagy nazarénusok, teljes nevük: Nasrani Katholikos Khristianos, vagyis „názáreti egyetemes Krisztus-követők”. 

## Történelem
Salamon király híres kereskedelmi hálózatán keresztül India déli részén, a mai Kerala (az ószövetségi Ófír) államban jelentős zsidó települések alakultak ki az ókorban. Az itt élők többsége később elfogadta Jézust Krisztust, de továbbra is szigorúan követték a zsidó hagyományokat és magukat az Újszövetségben is megemlített názáretieknek nevezték (Apostolok cselekedetei 24:5).

## Mar Thoma-kereszt
A nasranik általánosan használt jele a hétágú zsidó gyertyatartó (menóra), amelynek a középső tartóját keresztté formálták és a kétoldalon lévő három-három tartót ágakká alakították, mintha szőlőtőkéből kinövő szőlővesszők lennének. Ez a Mar Thoma-kereszt vagy szír kereszt, amely János evangéliuma híres példázatán (15:2), valamint a Názáret szó gyökerének jelentésén alapul. (A héber „netzer” szó ágat, szőlővesszőt jelent.)

## Egyházaik
A nasranik valamennyien keresztények, ezen belül azonban felekezet szempontjából megosztottak. Főbb egyházaik a következők:
- Ókeleti:
  - Indiai Ortodox Egyház
  - Szír Malankara Ortodox Egyház
- Keleti katolikus:
  - szír-malankár katolikus egyház (trivandrumi nagyérsekség)
  - szír-malabár katolikus egyház (ernakulam-angamaly-i nagyérsekség)